# Luther-Volksschule Coburg
Die  Luther-Volksschule Coburg  steht in der Coburger Innenstadt. Das Schulgebäude der Grundschule wurde von 1860 bis 1862 im Stil der Neugotik erbaut und steht als Baudenkmal in der Bayerischen Denkmalliste.

## Geschichte
Nach etwa zwei Jahren Bauzeit wurde am 11. August 1862 die Schule als Mädchenschule feierlich eingeweiht. Zuvor wurden die Coburger Schülerinnen in verschiedenen Räumlichkeiten, wie der Spitalschule am Gemüsemarkt, unterrichtet. Im ersten Schuljahr gab es 617 Schülerinnen, neun Lehrer und einen Rektor. Am 10. November 1883 kam es anlässlich des 400. Geburtstages von Martin Luther zur Aufstellung einer Luther-Büste in der Arkadenvorhalle. Die Büste wurde vom Bildhauer Ernst Rietschel modelliert.
Im Zuge der Einweihung der Heiligkreuzschule am 2. Mai 1907 wurde die ehemalige Mädchenschule nach Martin Luther in Lutherschule umbenannt. 14 Klassen wurden 1936 in dem Schulgebäude unterrichtet, das am 3. April 1945 geschlossen und erst Ende 1947 für den Unterricht wieder geöffnet wurde. 1973 folgte die Schließung der Volksschule. Nachdem einige Jahre das benachbarte Gymnasium Albertinum das Gebäude nutzte, kam es im Herbst 1988 nach einer Generalinstandsetzung mit 180 Schülern zur Eröffnung der Luther-Volksschule als Grundschule. 
Im Schuljahr 2008/09 wurden 123 Schüler in 5 Klassen unterrichtet. Die Schule bietet unter anderem eine verlängerte Mittagsbetreuung und eine Ferienbetreuung an.
Von 2018 bis 2022 wurde das Schulgebäude zu einem Bildungshaus umgebaut. Die Schule nutzt seitdem die beiden Obergeschosse. Im Erdgeschoss und dem Nachbarhaus Goethestraße 1 ist ein Kinderhaus untergebracht.

## Architektur

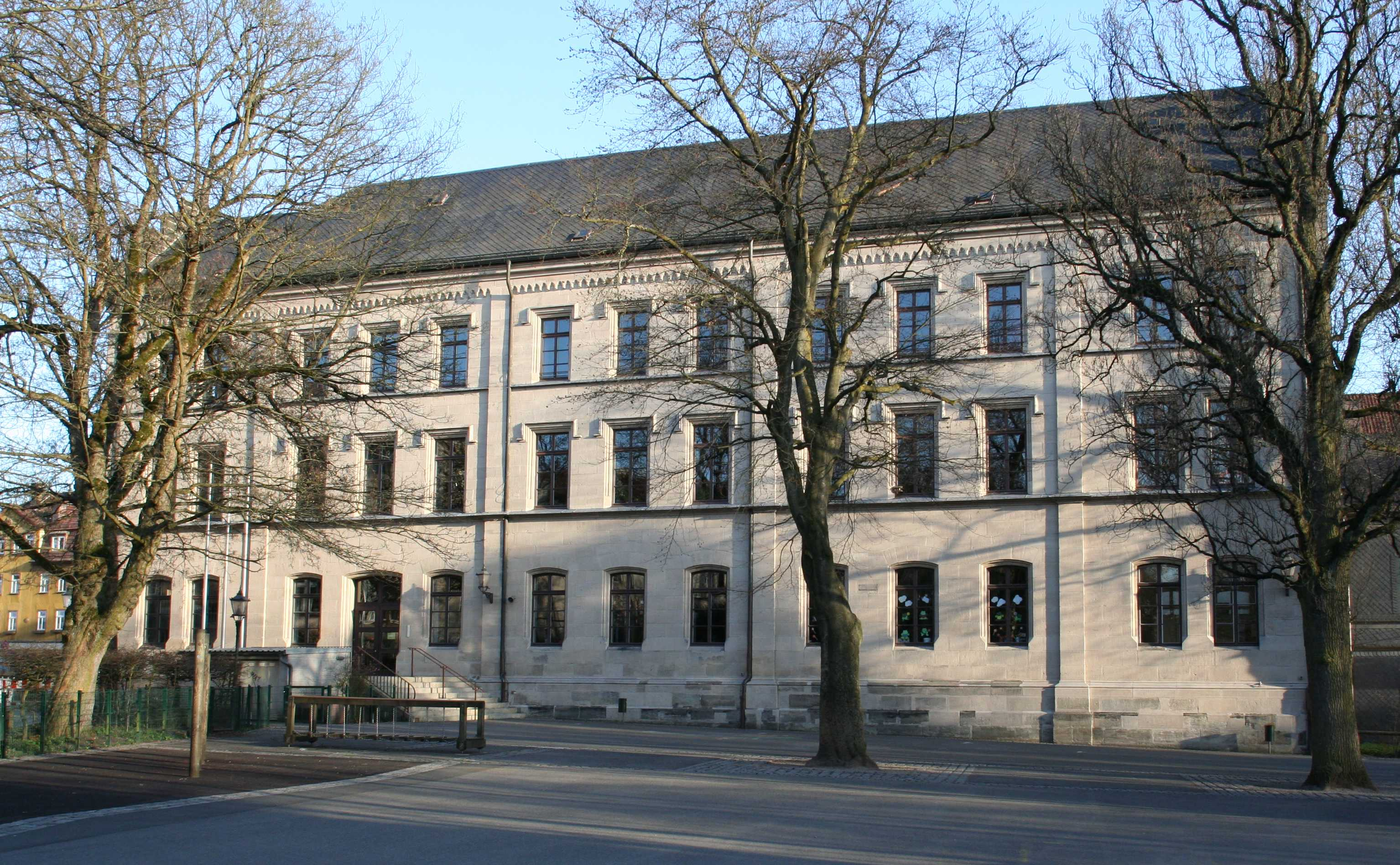
Westlicher Flügel

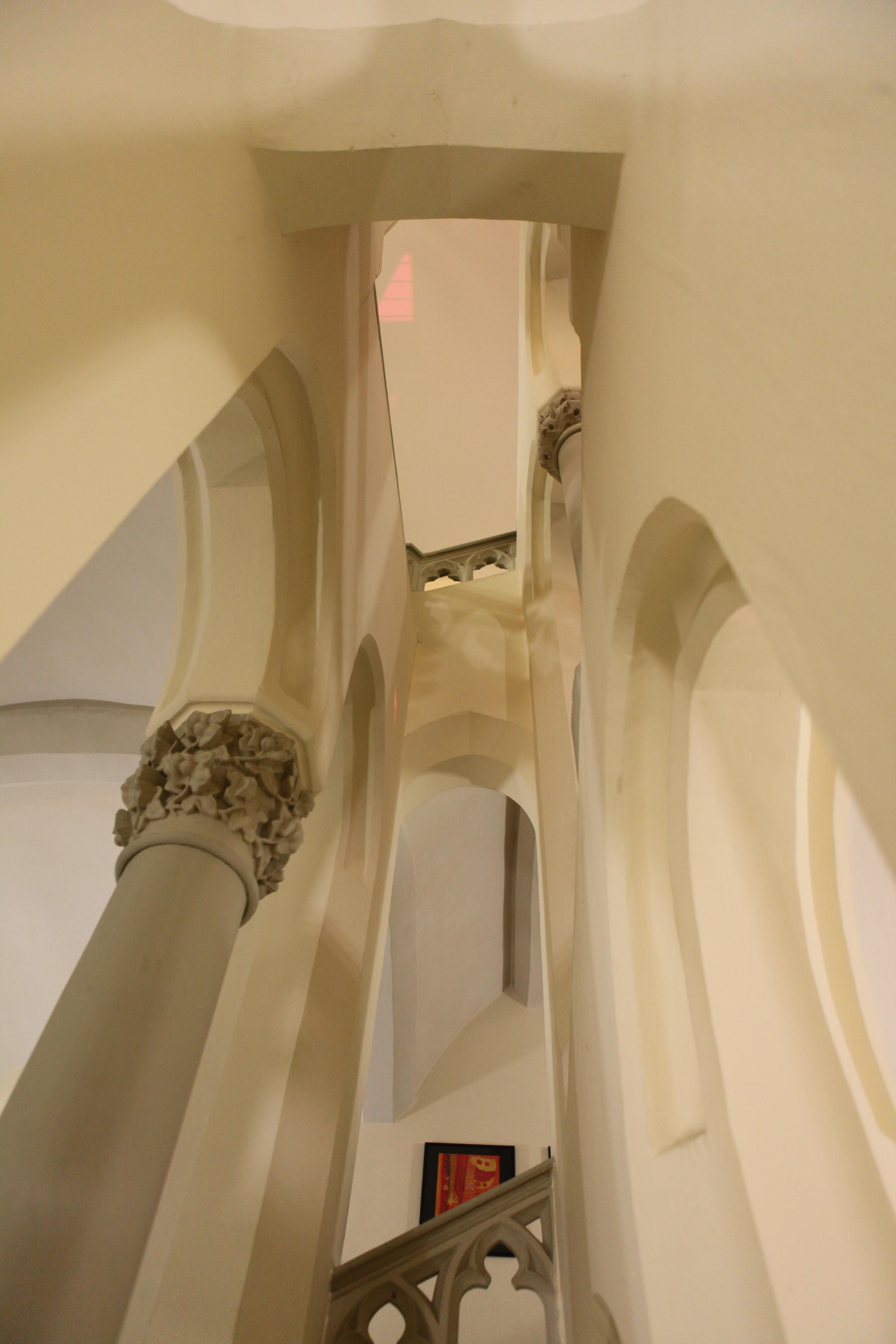
Treppenhaus

Ab März 1860 bis 1862 wurde das Gebäude nach Plänen des Coburger Stadtbaumeisters Julius Martinet im neugotischen Stil vom Maurermeister Paul Gehrlicher errichtet. Es entstand auf dem 1857 von der Stadt für 18.229 Gulden erworbenen Areal des ehemaligen Schweinemarktes im Zinkenwehr im Rahmen der Neugestaltung des Albertsplatzes. Die Baukosten betrugen 84.874 Gulden und waren aufgrund von aufwändigeren Gründungsarbeiten sowie einer Baukonjunktur in Coburg deutlich höher, als mit 61.000 Gulden am Anfang veranschlagt. 1864 folgte eine Erweiterung des Gebäudes mit einem westlichen Anbau. 1904 wurde nach Plänen des Stadtbaurates Max Böhme nachträglich eine Sandsteintreppe eingebaut.
Das dreigeschossige Schulhaus weist drei Flügel auf. Das sind der kurze Südflügel und der ungefähr doppelt so lange Nordflügel, deren Zinnengiebel am Albertsplatz den dazwischen angeordneten, zurückspringenden traufständigen Querflügel flankieren. Der Querflügel mit dem Haupteingang ist durch eine Arkadenvorhalle mit drei Spitzbögen und der Lutherbüste gekennzeichnet. Die Fassade des Nordflügels ist durch Lisenen in drei-, außen zweiachsige Felder gegliedert. Im Inneren besitzt der Trakt ein dreiarmiges Treppenhaus, dessen Auge durch Spitzbogenarkaden begrenzt wird.
Das Schulgebäude weist bei einer Grundstücksfläche von 1046 Quadratmetern und einer Nutzfläche von 1504 Quadratmetern einen umbauten Raum von 15.197 Kubikmeter auf.